# スタッフクリエイト
株式会社スタッフクリエイトは、徳島市にある人材派遣・職業紹介会社。
1980年代後半から1999年まで、「徳島テレメッセージ」（とくしまテレメッセージ）という名で徳島県をサービスエリアとしてポケットベルなどの事業を行っていた。

## 概要
1980年代後半に各地に新規設立された、無線呼び出し（ポケットベル）事業者「テレメッセージ」グループの一つ。当時はテレメの通称で知られ、1990年代中盤の爆発的なポケベル人気の中でNTTドコモと並んで加入者を急増させた。
その後ポケベル人気の中核をなしていた高校生から20代前半の若者らが携帯電話やPHSに急速に移行したことから、基地局などの通信設備が過剰となり、その減価償却などに苦しむこととなったのは他のグループと同じだが、この会社ではポケベル事業に早々に見切りをつけ、他の事業（人材派遣、職業紹介事業）を行った事で会社を清算せず、現在も生き残っている。
また、板野郡松茂町にある徳島県立月見ヶ丘海浜公園の指定管理者にもなっている。

## 沿革
- 1989年10月 - 株式会社徳島テレメッセージ設立[1]
- 1989年12月25日 - 事業申請、無線局免許申請[2]
- 1990年
  - 3月2日 - 第一種通信事業許可[3]
  - 6月1日 - 開業[4]
- 1998年
  - 一般労働者派遣事業許可
  - 有料職業紹介事業許可
- 1999年10月 - ポケットベル事業より撤退、株式会社スタッフクリエイトに社名変更